# سایوز۳۴
سایوز-۳۴ (به روسی: Союз 34)(به معنای اتحاد ۳۴) اولین مأموریت بدون سرنشین سایوز سازمان فضایی شوروی به مقصد ایستگاه فضایی سالیوت۶ بود که منظور رساندن منابع حیاتی و همچنین برگرداندن خدمه سایوز۳۲ به فضا پرتاب شد.

ابتدا قرار بود فضانوردانی از شوروی و مجارستان در این مأموریت حضور داشته باشند اما به دلایل فنی این فضاپیما به صورت بدون سرنشین به سمت ایستگاه سالیوت۶ پرواز کرد و ۷۳ روز پس از پرتاب، فضانوردان سایوز۳۲ را به زمین رساند.

## خدمه مأموریت
| شماره | نام             | ملیت               | تعداد پرواز | نقش عملیاتی       | تصویر |
| ۱     | ولادیمیر لیاخوف | اتحاد جماهیر شوروی | ۱           | فرمانده(فرود)     |       |
| ۲     | والری ریومین    | اتحاد جماهیر شوروی | ۲           | مهندس پرواز(فرود) |       |